# Принципат
Принципат је општеприхваћени назив за државно уређење које је у успоставио први римски цар Октавијан Август, који је владао од 31. п. н. е. до 14. н. е. Принципат је оквирно трајао од почетка Августове владавине до ступања на престо цара Диоклецијана 284. н. е., премда је велики део 3. века н. е., након смрти Александра Севера у ствари био обележен сталним смењивањем царева на престолу које су одреда самовољно проглашавали војници, већином Преторијанска гарда, широм Царства, па се то доба понекад назива и доба војничких царева пошто већина није припадала старим племићким породицама. Ипак, принципат формално нестаје тек с Диоклецијаном, који заводи ново државно и друштвено уређење у Царству (познато као доминат), које ће даље модификовати његов наследник Константин Велики.

## Успостављање принципата
Након дугог периода грађанских ратова целокупно је италско друштво тежило миру, па је пакс Романа била парола која је ујединила различите слојеве друштва. Најактивнији Октавијанови противници изгинули су у ратовима, а они преживели били су политички ослабљени и деморалисани. Немири и ратови допринели су популаризацији идеје о прошлим срећним временима и о једноставном животу побожних предака. У складу с таквим тенденцијама понаша се и Октавијан, па је једна од његових првих мера по повратку у Рим (29. п. н. е.) била рестаурација храмова.
Октавијан се у Рим вратио као једина особа која је у целом Царству поседовала војну моћ, која је могла наметнути сређивање политичких прилика у држави. Међутим, сама та војна моћ била је неспојива с уређеним политичким процесима које је Октавијан желео да подстакне, а њему самом, како изгледа, искрено је била одбојна улога војног деспота. Од преузимања те улоге одбијали су га и судбина Јулија Цезара, и снажна жеља да задобије политички легитимитет и углед, али и његово сопствено поштовање предачких обичаја. Он је, према сопственим речима, желео да буде »творац најбоље могуће цивилне владе«. Његов се проблем састојао у томе како да регулише сопствени положај, како да га учини општеприхватљивим, а да истовремено не отвори простор за насилно безакоње. Његова прагматична решења не само да су обезбедила стабилност и континуитет, него су такође поштовала републиканске форме и традиције колико год је то било могуће.
Широм државе страх је код грађана спласнуо када је Октавијан наредио масовну демобилизацију војника, а њихове су наде додатно порасле када су организовани редовни избори за конзуле. Октавијан је 29―28. п. н. е., заједно са својим моћним замеником Марком Випсанијем Агрипом, спровео попис становништва римских грађана, први од 70. године п. н. е., што је укључивало и уписивање грађана у центуријатске комиције. Уследили су избори и Октавијан је неизбежно био изабран за конзула. Том приликом Октавијан је реформисао састав сената, у који су Цезар и тријумвири доводили своје присталице, углавном из редова витезова и центуриона, па се број сенатора био попео на хиљаду. Октавијан је искључио из сената оне који по свом пореклу нису могли припадати сенаторском сталежу, подвлачећи тако своју бригу о достојанству сенаторског звања. Наравно, то му је истовремено пружило и могућност да из сената искључи Антонијеве присталице. У новом списку сената Октавијаново је име стављено на почетак, па одатле његова титула принцепс сенатус. У доба републике принцепси сената нису имали никаквих посебних овлашћења, осим што су у сенату први гласали и имали значајан утицај на спољну и унутрашњу политику (нпр. Квинт Фабије Максим, Сципион Старији и др.). Међутим, Октавијанова титула принцепса не означава више само првог у сенату, него и првог у држави, па одатле и целом поретку назив ― принципат.
Дана 17. јануара 27. п. н. е., понудио је Октавијан да се одрекне својих овлашћења. Римски је сенат формално одбио његов предлог, те му уместо тога поверио управу над Хиспанијом, Галијом и Сиријом (не рачунајући Египат, који се ионако сматрао Октавијановом личном имовином) на управу током наредних десет година, при чему је сам сенат требало да управља остатком државе. Три дана касније, поред осталих почасти, сенат му је доделио почасни назив »Август«, (Августус = Узвишени), по којем ће отада бити познат.
Будући да се већина војске налазила у провинцијама додељеним Августу, аранжман из 27. п. н. е. није значајније утицао на његову војну моћ. Штавише, док год је био конзул (био је поново биран за конзула сваке године све до 23. п. н. е.), он је такође био највиши цивилни магистрат. Другим речима, још увек је био свемоћан, чак иако је, по сопственим речима, »ставио државу на располагање сенату и римском народу« (34). Августу је посебно било стало да се приближи сенаторском сталежу, јер је увиђао да без њихове сарадње цивилна управа није била могућа. Међутим, његова монополизација конзулског положаја вређала је сенат, па је било нужно другачије решење. Стога је 23. п. н. е. Август унео промене: повукао се с места конзула и никада га више није заузимао (осим привремено 5. п. н. е. и поново 2. п. н. е. у сасвим одређене и ограничене сврхе). Уместо тога добио је трибунска овлашћења (трибунициа потестас). Он није могао постати народни трибун зато што га је Јулије Цезар усвојио у патрицијску породицу, али је зато од сената добио сва права и привилегије народног трибуна, што су комиције затим потврдиле. Он је већ од 36. п. н. е. уживао нека трибунска овлашћења, али их је сада добио сва, па и нека додатна, као што је право да сазива сенат када год жели и да има приоритет у изношењу предмета на сенатским седницама. Преко својих трибунских овлашћења он је такође могао да сазива народне скупштине и учествује у њиховом раду.
Аранжман из 23. п. н. е. имао је још једну погодност. Моћ народног трибуна била је традиционално повезана са заштитом грађана, па је било мало вероватно да ће Августово стицање тих овлашћења изазвати противљења. И заиста, Август је отада стално истицао да, уколико је његов положај у држави изузетан (што је свакако и био), то је управо због његових трибунских овлашћења. Мада су му та овлашћења била додељивана на годину дана, она су редовно обнављана и најзад су проглашена доживотним. Тако су она била истовремено и годишња и вечна, и представљала су погодно средство за бројање година његове власти. Његова се ера (а то важи и за касније цареве) званично рачунала од године кад је стекао трибунска овлашћења.
Година 23. п. н. е. истовремено је установила правни основ за Августову управу над подручјем које му је поверено (провинциа). Сенат му је доделио конзулску власт (империум процонсуларе) која је била временски ограничена, али се аутоматски обнављала сваки пут када би истекла (обично сваких десет година). Штавише, ова проконзулска власт важила је и у Италији, па и у самом Риму и унутар граница померија, и била је већа (маиус) од власти било ког другог магистрата. Стога је Август могао законски интервенисати у свакој провинцији, укључујући и оне које су на управу поверене сенату и на чијим је челу стајао други управник. Августов положај у држави био је јединствен и неупоредив са положајем било кога другога, али је он избегавао да истиче најнеобичнију и аутократску моћ коју је имао, тј. империум процонсуларе маиус, већ је увек истицао трибунску власт као основу свог водећег положаја у држави.
После 23. п. н. е. није било значајнијих промена у Августовом положају. Он није сматрао за потребним да заузима положаје који би му у доба републике пружили ванредна овлашћења (нпр. положаје диктатора, доживотног цензора или сталног конзула), мада су му такви положаји нуђени. Почасти, наравно, није недостајало: 19. п. н. е. додељена су му нека конзулска права и прерогативи, свакако да би се осигурало да његов империум ни у ком случају не буде мањи од конзулског; 12. п. н. е., када је умро Марко Емилије Лепид, постао је Pontifex maximus (још много раније био је изабран у све свештеничке колегије); 8. п. н. е. осми месец у години назван је по њему; 2. п. н. е. додељен му је назив патер патриае (»отац домовине«), који му је посебно био драг јер је сугерисао да је он свим Римљанима оно што је патер фамилас члановима своје породице. Осим тога, повремено је преузимао посебна задужења, као што су били надзор над снабдевањем града житом и водом, одржавање јавних зграда (укључујући храмове), регулација Тибра, надзор над полицијском и ватрогасном службом, и одржавање путева у Италији.
Под Августом се мења и значење титуле императора, која се у републици додељивала војсковођи који би однео победу у некој важној бици и која је трајала од победе до прославе тријумфа. Још је Сула ту титулу задржао доживотно, а Август ју је укључио у састав свог имена: тиме је наглашавана његова посебна, лична веза са војском, и титула императора убрзо је почела да означава врховну војну власт.

## Државна управа

### Положај сената
Август је сматрао сенат, чији је принцепс постао 28. п. н. е., телом са важним функцијама. Сенат је примао мање страних изасланстава него раније, али су иначе његов углед и ауторитет изгледали нетакнути. Његови чланови постављани су на највише положаје; његове одлуке, мада се формално нису називале законима, биле су обавезујуће; он је ускоро постао виши суд, на чије пресуде није била дозвољена жалба; сенат је управљао старијим и умиреним провинцијама, а формално и државном благајном; такође је бирао магистрате; чак је и царева власт формално произлазила из сената. Међутим, сенат није имао истинску власт. У сенатским је провинцијама било веома мало војске, а ускоро је сенат изгубио контролу и над тим трупама. Стога се он тешко могао супротставити Августовим жељама. Истинску је моћ имао у ствари Август, који је надгледао државне финансије и контролисао чланство у сенату: каријера сваког сенатора зависила је од цара. Али Август је ценио сенат као тело које је одсликавало истински римски дух и традиције и као тело које је представљало јавно мњење. Стога је Август био пажљив према сенату, вешто је антиципирао његове реакције и углавном избегавао сукоб с њим. Редовно га је обавештавао о својим активностима, а царски савет (цонсилиум принципис), који је био његово саветодавно тело, као што се некад републикански магистрат саветовао са својим угледним пријатељима (амици ет цомитес), састојао се од конзула, неких других магистрата и 15 сенатора, који су се сваких шест месеци бирали коцком.

### Улога народних скупштина
Народне скупштине (комиције) састајале су се и у време Августове владавине, и доносиле законе или на предлог самог Августа (ти су закони названи легес Иулиае) или на предлог других магистрата. На изборним комицијама гласало се само за оне кандидате које је истицао Август по свом праву препоруке (иус цоммендатионис). Скупштина је, дакле, изгубила свој политички значај, па су изборне комиције убрзо по Августовој смрти (14. н. е.) сасвим престале да се састају, док су се законодавне комиције понекад сазивале и касније, али нису имале готово никаквог значаја.

### Положај магистрата
Под Августом су задржане и све магистратуре. Конзулат је и даље био положај коме су тежиле особе из сенаторског сталежа, па је, да би се задовољило частољубље многих лица, од 5. п. н. е. за једну годину бирано више конзула, а не само два: двојица су ступала на дужност 1. јануара и давали су години име (цонсулес ординарии), а после њих су ступали на управу редом остали парови (цонсулес суффецти). Цензура је изгубила ранији значај, пошто је сам Август у три наврата вршио цензус грађана. Број претора смањен је на десет, при чему су њихове функције проширене, али је читава њихова активност зависила је од принцепса. Најважнија кривична дела разматрале су сталне судске комисије (quaestiones перпетуае), а сам Август је по империум маиус претресао у Риму кривична дела и доносио смртне пресуде. По неким делима подношене су апелације на цара као највишу судску инстанцу. До 5. п. н. е. уобичајена је постала пракса да посебна комисија сенатора и витезова поставља преторе и конзуле, а да центуријатске комиције аутоматски потврде тај избор. Сенатори су најважније функције обављали не када су држали одређене традиционалне магистратуре, него када су заузимали важне плаћене положаје, било војне или цивилне (или и једне и друге), понекада далеко од Рима. Из редова сенатора биран је и префект града. Та је дужност, према традицији, постојала у време краљева, али у доба републике префекти нису постављани. Главна префектова дужност је чување реда у Риму. Префекти су под Августом постављани нередовно, али су за време његових наследника стекли велики значај. Из редова сенаторског сталежа бирани су за намеснике царских провинција легати са пропреторским рангом (легатус про праеторе).

### Витешки сталеж
Сенатори, наравно, нису могли попунити све положаје у државној служби, било зато што су били превише поносни, било зато што их је било превише мало. Неки су положаји сматрани ниским, па су их заузимали цареви ослобођеници или робови. Други су поверени витезовима, и витешки се сталеж ускоро развио у једну од великих институција царства. Август је сматрао да чланство у витешком сталежу треба да буде отворено римским грађанима који су способни и угледни, а који не морају имати угледно порекло. Коначно је по целом царству било на хиљаде витезова. Мада су они представљали нижу аристократију, могли су се надати доброј каријери. Пошто би служио као нижи официр (такозвани милитиае equestres), витез је могао служити као царев прокуратор с различитим задужењима и на крају постати један од моћних префеката (флоте, вигила, ватрогасне службе, набавке жита, Египта или преторијанске гарде). Оваква врста витешке каријере постала је уобичајена тек под Клаудијем И, али је Август тај систем започео и, постављајући витезове на одговорне дужности, поставио је темеље царског бирократског апарата, којим су касније руководили углавном витезови. Витезови су имали још једну функцију: сенаторски се сталеж смањивао, па је зависио од попуњавања из нижих слојева, тј. из витешког сталежа. Будући да тај сталеж није био ограничен на Рим или чак на Италију, у сенату се постепено појавио неиталски елемент. Сенат се већ под Августом попуњавао и из западних провинција.

## Италија и Рим под Августом
Мада се још увек употребљавала, стара формула »сенат и народ римски« (сенатус populusque Романус) променила је свој смисао: њен део populusque Romanus сада се у ствари односио на цара. »Римски народ« постао је »италски народ«, и био је отелотворен у Августу, који је и сам био из једног италског града. Како би смањио ризик од народних побуна у самом Риму, цар је обезбедио бесплатно дељење жита, повремене поклоне у новцу (цонгиариа) и различите забаве, али народу није дао никакве стварне моћи. После 5. н. е. учешће римског народа у јавном животу састојало се углавном од присуства на формалним скупштинским седницама на којима су се потврђивале одлуке донете на другим местима. То је на крају довело до нестанка разлике између римских грађана у Италији и становника провинција. Под Августом је, међутим, упорно наглашавана супрематија Италије.
Италија је заиста била Августова главна брига. Укинути су закони из доба тријумвирата, а сви су римски грађани добили приступ Августовом апелационом суду (његов положај као највише судске инстанце датира из 30. п. н. е. и у ствари замењује републиканско право провокације на народ). Његове преторијанске и градске кохорте пружале су физичку сигурност, његови чиновници обезбеђивали су довољне количине жита, а он сам, уз помоћ таквих људи као што је Агрипа, организовао је изградњу монументалних грађевина у италским градовима. Бројне августовске грађевине у Италији и Риму (који је, по његовим речима, пре њега био град град од цигала, а после њега град од мермера), углавном су данас нестале, али импресивне рушевине стоје и данас. Њихова је изградња без сумње смањивала незапосленост, посебно међу римским пролетаријатом. Али економија није много утицала на Августове одлуке (на пример, царинске су тарифе уведене у пореске сврхе, а не у заштитне). Ипак, италска трговина и занатство су цветали у условима које је он створио, посебно производња керамике (тзв. терра сигиллата) и вина. Јавне финансије и валута, који су пре њега били у хаотичном стању, постављени су на здраве основе, делимично увођењем нових пореза, а делимично сталним субвенционисањем државне благајне (аерариум Сатурни) из Августовог огромног приватног богатства (патримониум Цаесарис). Путеви које је дао саградити такође су значајно утицали на процват италске привреде.
Августово велико достигнуће у Италији било је рестаурација морала и уједињење земље. Насиље и неконтролисане личне амбиције из 1. века п. н. е. произвели су апатију и корупцију. Да би поново побудио осећање одговорности, посебно у званичним и управним круговима, Август је реафирмисао традиционалне италске врлине (законима против прељубе, за јачање породичних веза и за стимулисање рађања), те је покушао оживети предачку религију (обновом старих и изградњом нових храмова и оживљавањем старих култива и ритуала). Да би увео свеже идеје и енергију у апатично римско друштво промовисао је асимилацију Италије: елитни слојеви италских муниципалних градова ушли су у сенат, и Италија је постала чврсто повезана са Римом. Да би одржао чистоћу грађанства, отежао је ослобађање робова, а онима који су били нелегално ослобођени није дао грађанска права.

## Управа над провинцијама
Од 27. п. н. е. постојале су две врсте провинција, сенатске и царске. Сенат је управљао старим, умиреним провинцијама (Африка, Бетика, Нарбонска Галија, Азија, Македонија): њихови управитељи бирани су коцком, остајали су на дужности обично годину дана, нису заповедали војском, и називали су се проконзулима (мада су само управници Азије и Африке стварно били бивши конзули, а остали бивши претори). Цар је управљао осталим провинцијама (Сирија, три галске провинције, северне области Хиспаније и друге) и оне су заједно биле његова провинциа: он је постављао њихове управитеље, који су спроводили његову политику и од којих ни један није имао назив проконзула, јер је Август сам држао проконзулску власт (империум процонсуларе) у својим привинцијама. У већини царских провинција била је распоређена војска. Оне у којима се налазило више од једне легије биле су поверене бившим конзулима, а оне са једном легијом или чак мањим бројем војника биле су дате на управу бившим преторима; у оба случаја управитељи су се називали легати Августи про праеторе (= Августови легати с овлашћењима претора). Неким царским провинцијама управљали су витезови (обично с називом прокуратора, али понекад и префекта). Јудеја је у време Христовог распећа била таква витешка провинција, чији је управитељ био Понције Пилат. Сасвим изузетан положај имао је Египат, који је сматран личном царевом својином, па је и њен префект био јединствен по томе што је био витез који је имао команду над легијама.
Подељене су и државне финансије: поред старе благајне (аерариум), којом је располагао сенат, полако настаје посебна царска благајна (фисцус), а касније је та подела била стриктно спроведена. У ерариј су притицали приходи од сенатских провинција, а у фиск од царских; сенатска благајна ковала је бакарни новац, а царска сребрни и златни. У ствари, и ерариј је у великој мери зависио од цара, који га је субвенционисао својим улозима.
Провинције су плаћале порез, који је коришћен за исплату војника, различите донације царевим пријатељима, издржавање царског двора и програме јавних радова. Периодични цензуси, који су пажљиво пописивали богатство сваке провинције, пружили су основу за два директна пореза: трибутум соли (= порез на земљу), који су плаћали поседници земљишта у провинцијама, и трибутум цапитис, који се плаћао на остале врсте имовине (то није била главарина, осим у Египту и још неким мањим подручјима). У царским је провинцијама директни порез прикупљао царев прокуратор, службеник из витешког сталежа који је углавном био независан од управника провинције. У сенатским су провинцијама за финансије били задужени квестори, али се постепено све чешће појављују и прокуратори. Индиректне су порезе (вецтигалиа) још увек прикупљали публикани, који су се сада много строже контролисали и које су постепено замењивали царски чиновници.
Да би наградио своје војнике после верне службе, Цезар их је населио углавном по имањима у провинцијама, у ветеранским градовима. То је учинио и Август из истог разлога, али и да би смањио опасно војно присуство у држави уопште. Стога је, током само једне генерације, организовано више од 120 нових центара по целом царству, у експлозији урбанизације која ни пре ни касније није имала паралеле. У насељима названим цолониае сви су становници били римски грађани, а градске магистратуре и градски живот уопште био је највећим делом организован према римском узору. Неке колоније биле су изузете од плаћања директног пореза, чиме су се још више приближавале својим италским узорима. У муниципијама су римско грађанско право добијале само особе које су биле магистрати (у Африци су после Хадријана римска грађанска права понекад давана свим члановима локалног сената). На тај се начин цела локална аристократија постепено укључивала међу римске грађане. И у муниципијама су локални статути предвиђали римске облике градске управе. Градски центри чији су становници у потпуности били искључени из римског грађанства називали су се цивитатес и уживали су аутономију у локалним пословима, под надзором управника провинције. На западу је многим таквим насељима на крају додељен статус муниципија, после чега су у њима усвојене првобитно италске магистратуре (дуовири и аедилес, који су заједно чинили један колегиј назван quattuorviri) и сенат (цуриа или ордо), који је обично бројао 100 чланова. Цео је запад убрзо дошао под управу градских центара ове три врсте, без којих централна власт не би могла успешно деловати. Штавише, ти су центри ширили економски и културни утицај и тако имали значајну улогу, посебно у заосталим подручјима. На истоку, међутим, градски су центри, мада подједнако важни за управу над одређеним подручјем, већ одавно постојали и имали развијену сопствену културу и облике власти.
Августова политика према провинцијама није била једнака: старе и умирене провинције добијале су повластице; регулисан је порески систем, при чему закупи нису коначно укинути, али су изгубили ранији значај, јер су многе порезе убирали непосредно прокуратори које је постављао Август. Упрошћена је процедура за разматрање оптужби за изнуђивање у провинцијама. У новоосвојеним провинцијама, с друге стране, трајала је сурова експлоатација локалног становништва, која је понекада доводила до устанака, какви су они у Хиспанији (24―19. п. н. е.), Панонији (6―9. н. е.) и Германији (9. н. е.). Ипак, провинције су у принципу у доба царства живеле боље него у доба републике. Управници провинција постављали су се само уз сагласност цара. Пошто је он на неки начин сматрао себе патроном и заштитником провинцијског становништва, лоши или насилни управници могли су очекивати губитак цареве наклоности, крај своје каријере, или чак неку тежу казну.

## Војска
Врховно заповедништво над војском била је једна од основа Августове власти. Војници који су се борили под Августом нису сви могли бити демобилисани у исто време; неки су разрешени дужности и добили су земљу, али више од половине ― око 250.000 људи ― задржано је у војсци и распоређено по провинцијама којима је била потребна војна заштита. Флота се такође морала задржати, иначе би гусари опет загосподарили морем. На крају је 60 легија, колико их је било у доба битке код Акција, смањено на 28. Свака је легија постала стална формација, са сопственим бројем и именом.
Римска војска постала је стајаћа, најамничка, и то не само у пракси, него и у теорији. Њено језгро сачињавале су легије римских грађана чија је служба, како је утврђено 63. п. н. е., трајала шеснаест година, а 52. п. н. е. била је продужена на двадесет. У ствари, ни по истеку ових двадесет година није сваки војник добијао »часно разрешење од дужности« (хонеста миссио): тешкоће око регрутовања нових војника, жеља да се задрже искусни и дисциплиновани војници, као и потреба да се ветеранима исплати отпремнина у новцу и земљи ― све то навело је Августа и његове наследнике да под оружјем задрже и оне војнике којима је истекао рок службе. Сачуван је принцип да легије буду састављене од римских грађана. Под Августом су легионари били углавном из Италије или римски грађани из провинција, али понекад би то правило било занемарено, нарочито на Истоку. Провинцијалац би постајао римски грађанин у тренутку када је примљен у легију. Август је задржао право на регрутацију и сваки грађанин је, теоријски, још увек био дужан да служи у легијама, али и он и његови непосредни наследници прибегавали су регрутацији грађана само у време криза.
Легије стајаће војске нису биле стациониране у Италији, него тамо где се ратовало или где се очекивало да би могао избити рат, дакле у провинцијама као што су Галија и Хиспанија, у Подунављу, Сирији, Египту и Африци, на чијим су се границама налазили јаки и ратоборни народи. Војници су стално живели као у ратно време, у утврђеним али привременим логорима; тако је бар било у теорији, док су у пракси многи такви логори били претворени у стална пребивалишта.
Командовање у војсци било је углавном исто као пре. Центуриони су и даље представљали традицију и дисциплину, али они из политичких разлога нису били стално везани уз једну легију него су често морали да прелазе из једне легије у другу. Центуриони који би се посебно истакли могли су рачунати на укључење у витешки сталеж и на даље напредовање у каријери. Војни трибуни припадали су вишем командном особљу и бирани су из редова припадника сенаторског сталежа. Цела легија била је или потчињена легату са звањем претора (легатус про праеторе) који је управљао провинцијом, или је за заповедника имала посебног легата (легатус Августи легионис). Легати су ретко на тим положајима остајали дуже од једне године.
Август је, поред легија стационираних изван Италије, образовао већи одред војски чији је посебан циљ био да чува личност цара. Сваког команданта, официра у активној служби, увек је пратио такав одред који се звао цохорс праеториа. Како је сада врховни командант стално живео у Риму, ту је била и његова гарда. Он је првобитно имао девет, а касније десет преторијанских кохорти од по хиљаду војника, чија је служба трајала 16 година. Преторијанским кохортама заповедао је праефецтус праеторио (= префект преторија). У Риму су постојале и три градске кохорте (цохортес урбанае), задужене за неку врсту полицијске службе, а било је и седам кохорти ватрогасаца (цохортес вигилум). Обема овим врстама кохорт заповедали су њихови посебни префекти. И најзад, царску палату чували су наоружани варвари, углавном Германи, који се нису убрајали у војску, него су се сматрали члановима царског домаћинства.
Поред основних трупа постојале су и помоћне у које су били укључени искључиво провинцијалци. Те помоћне трупе (ауксилиа) састојале су се од коњичких и пешадијских пукова (алае ет цохортес), од по хиљаду или петсто људи којима су командовали римски официри из витешког сталежа. Након што би провели 25 година у тим трупама, њихови су војници постајали римски грађани.
Римска држава сада је имала и сталну морнарицу. Један њен део био је укотвљен у Мизену, у јужној Италији, а други код Равене на Јадранском мору. Посада се у почетку састојала од робова, а касније су то били грађани из најнижих слојева, ослобођеници или провинцијалци, док су официри били из витешког сталежа. Флота није била велика: вероватно да број веслача, морнара и војника није прелазио десет хиљада. Бродови су били мали и лаки и служили су углавном за гоњење и хватање гусара. Служба у флоти трајала је 28 година.
Војска, и све у вези с њом, била је потпуно изузета из надлежности сената, скупштине и магистрата: њима се бавио искључиво цар. Он је постављао легате који су управљали војском у царским провинцијама, постављао је команданте легија и помоћних кохорти, као и трибуне и префекте који су били команданти коњице. Сви ти заповедници припадали су витешком или сенаторском сталежу. Август је једини имао право да распоређује трупе по провинцијама, да им одређује задатке, војне и цивилне, међу које је спадало грађење мостова и путева. Од цара су војници примали и плату; легионарска плата била је упола мања од оне коју је добијала преторијанска гарда, али је била већа од примања војника из помоћних трупа. Најзад, само је цар ветеранима одређивао отпремнину и исплаћивао је. У том је циљу створена посебна војна благајна (аерариум милитаре), у коју је Август уносио знатан део свог личног новца, а ту се сливао и део државних прихода.

## Принципат после Августа
Током 175 година после Августове смрти није било фундаменталних промена у принципату, мада је у тако дугом временском периоду природно било одређених модификација. До времена Флавијеваца и Антонина принципат је био универзално прихваћен. За Рим и Италију 69. година (позната као »Година четири цара«) представљала је злослутно упозорење да се може очекивати хаос уколико, у одсуству цара, амбиције неколицине моћних појединаца достигну неограничене размере. Цар је очигледно био неопходан, а људи су чак били спремни да толеришу и лошег цара, мада су се, наравно, увек надали добром владару.
Поред тога, принцепс више није морао да се бира из реда Јулијеваца-Клаудијеваца. Велико достигнуће Флавијеваца било је што су помирили војнике и више класе са идејом да постоје и други погодни кандидати. Флавијевци су често држали конзулат и цензуру, што је њихову породицу, која није била најугледнијег порекла, украсило спољним знацима престижа и аристократским изгледом једне аутентично царске породице. Том је циљу допринела деификација прва два Флавијевца, као и нестанак старих републиканских породица, чији би углед превазилазио углед царске породице (до 69. н. е. већина потомака републиканског нобилитета је или умрла природном смрћу или је пала као жртва царских прогона). После Флавијеваца, за избор цара више није било важно каквог је порекла и да ли је оно италско или не. Домицијанови наслединци, па и сам Домицијан последњих година владавине, нису морали више да увећавају свој углед честим држањем конзулата. Антонински су цареви, као и Јулијевци-Клаудијевци, ретко држали конзулат. Али су зато наставили праксу Флавијеваца да наглашавају племенитост своје породице деификовањем њених преминулих чланова (Трајан је деификовао сестру, нећаку и оца; Антонин жену, итд.).

### Апсолутистичке тенденције
Под Флавијевцима и Антонинима принципат почиње све више да личи на праву монархију. У царској се титули сада помиње проконзулска власт (што је Август избегавао), а званични документи почињу називати цара доминус ностер (= наш господар). Развој царског законодавства јасно илуструје ову промену: од почетка принципата цар је имао право да доноси законе, мада није познат никакав закон који би формално давао цару то право, а у доба Антонина правни уџбеници већ једногласно тврде да су сва наређења цара обавезујућа. Ранији су цареви своје законе обично издавали кроз форму сенатских одлука. После 100. године н. е. законодавна се скупштина више није састајала, а сенат се више није ни трудио да увије своје декрете у правни језик, него је дословце понављао говор у којем је цар изложио неку своју одлуку. После Хадријана магистрати више нису могли да својим правним интерпретацијама мењају постојеће право, пошто је »Вечити едикт« постао стални кодекс, који је само цар могао мењати. До 200. године учени су правници изгубили право, које су уживали од Августовог времена, да доносе обавезујуће пресуде о спорним питањима (респонса прудентиум). У међувремену, цар је све више користио законодавна овлашћења тако што је издавао едикте, пресуде, наредбе ― што се све заједно назива »царским конституцијама« (цонститутионес принципум). Цар је такве конституције обично доносио након што би се посаветовао са својим »пријатељима« (амици Цаесарис), који су чинили његов царски савет. Али конституција је у сваком случају била обавезујућа за све. Пут за каснији доминат (од 284. н. е.) био је отворен.

### Политички живот
Аутократски аспект флавијевског и антонинског режима не треба ипак преценити: и самом је Августу био сасвим јасно да је немогуће заувек сакрити супрематију цара коју је произлазила из сталне акумулације моћи. Најзад, Августово се понашање последњих година владавине мало разликовало од понашања Веспазијана, Тита или тзв. петорице добрих царева. Такође, ни други Јулијевци-Клаудијевци нису оклевали да истичу своју доминацију. И поред свег аутократског понашања Флавијеваца и Антонина, значајно је да је њихова владавина имала доминантно цивилни. Они су држали највишу власт, а неки од њих били су и врло способни војници, па ипак они нису били војни деспоти. За ово је у значајној мери била заслужна стара републиканска традиција, по којој је државни званичник могао имати и цивилна и војна овлашћења. Такво се стање, међутим, почиње мењати од тренутка када је Хадријан раздвојио те две сфере. У ствари, 3. век је ускоро показао шта значи имати принцепса чије се цело искуство своди на војне логоре.
Како је јачала царева власт, републиканске су институције слабиле: расла је моћ царевих службеника, а моћ традиционалних градских магистрата је опадала. Квестура, претура и конзулат (који је сада сведен на двомесечну службу) постали су само степени ка значајним царским дужностима. Намесници царских провинција и заповедници легија били су римски сенатори, али су истовремено били царски намештеници. Наравно, цар је господарио сенатом, али се трудио да у опхођењу с овим телом буде стрпљив и обазрив. Ипак, цар није морао да се често саветује са сенатом, јер је можда више волео да се ослања на свој царски савет, чији су сталан елемент током 2. века постали и витезови. Међутим, Флавијевци и Антонини су се, у сваком случају до Комода, према сенату опходили с дужним поштовањем. Признавали су његову важност као више судске инстанце, као тела које је формално постављало новог цара и као место на коме су се могли добити разумни савети и информације. Све више сенатора потицало је из провинција и, мада је то значило пре свега из западних провинција (исток није био сразмерно заступљен), сенат је донекле одсликавао царство као целину. У међувремену, велику важност као царски службеници задобијали су витезови, који су постављани на новостворене положаје и који су на већ постојећим дужностима постепено замењивали ослобођенике.

### Рим и Италија
До 2. века град Рим је привлачио људе слободне од рођења из целог царства; у њему је, осим тога, живео велики број ослобођеника. Све ове придошлице биле су асимиловане и поквариле су италски карактер града. Велика већина њих била је сиромашна, а малобројни царски ослобођеници представљали су само изузетак. Али многи су били енергични, предузимљиви и способни да се снађу у свету. Ослобођеници су били под друштвеном стигмом, мада су неки од њих успели да постану витезови. Међутим, њихови су синови могли превазићи дискриминацију, а њихови су унуци могли чак постати и чланови сената.
Велики грађевински програми Флавијеваца и Антонина пружили су прилику не само да се поправи штета проузрокована пожарима и рушењем зграда, већ и да се смањи незапосленост у граду. Они су такође царски Рим претворили у грандиозан град. Августов је грађевински програм био обиман, али се углавном концентрисао на оправку или поновну изградњу већ постојећих структура, а његови јулијевско-клаудијевски наследници изградили су релативно мало тога док велики пожар није омогућио Неронове мегаломанске грађевине. Управо је под Флавијевцима и Антонинима Рим стекао многе од својих славних структура: Колосеум, Трајанов форум, Пантеон, Хадријанов маузојел, Храм Антонина и Фаустине, Аурелијев стуб, као и акведукте који су преко Кампаније снабдевали град водом.
Италија је била много мање космополитска и мање софистицирана него Рим и, према литерарним изворима, доста суровија за живот. Она је била господарица царства, иако се јаз између ње и провинција све више смањивао. Посебно су Хадријанове мере допринеле томе да се умањи привилегован положај Италије: његова одлука да суђења по грађанским парницама у Италији повери четворици конзулара била је непопуларна управо зато што је Италију чинила сличном провинцији, иако су Италији те судије биле неопходне. Такође, за време Аурелијеве владавине Италија је, као и провинције, постала метом варварских напада. Неколико година касније, под Септимијем Севером, у Италији је први пут стационирана и једна легија.
Економска важност Италије је такође опадала. До краја Августове владавине италска вина, уље, мермер и керамика на галском и германском тржишту све су теже издржавали конкуренцију локалних западних производа, а до времена Флавијеваца Италија је већ у великим количинама увозила производе не само из Галије, него и из Хиспаније. До половине 2. века хиспански, галски и афрички пољопривредни производи постали су присутнији од италских у Остији и Риму. Цареви су чинили шта су могли против таквих тенденција: Домицијан је, на пример, заштитио италску производњу вина тако што је ограничио узгајање винове лозе у провинцијама; Трајан и његови наследници приморали су сенаторе да улажу један део свог капитала у италску земљу, мада многима од њих то више није био завичај.

### Развој у провинцијама
За успех је царства није увек толико заслужно оно што су његови владари чинили или могли чинити него оно што нису чинили: они се нису превише мешали. Царство је било велики конгломерат народа и раса с различитим религијама, обичајима и језицима, а цареви су се задовољавали да им допусте да живе сопственим животима. Наравно, амбициозни људи који су се надали успешној каријери сматрали су корисним, ако не и неопходним, да усвоје понашање Римљана, а можда чак и њихов језик (мада су и говорници грчког често заузимали високе положаје). Али је локална самоуправа углавном свуда била устаљено правило, па ни латински ни римски обичаји нису наметани заједницама које су чиниле царство. То илуструје званична религијска политика ― у складу с апсолутистичким тенденцијама, култ цара је постепено, али незадрживо постајао више теократски (Домицијан је имао титулу бога, а Комод ју је захтевао), међутим то није узроковало потискивање неримских култова. Изузеци су били култови који су се сматрали неморалним (као друидизам, због људских жртава), као и они за које се сматрало да могу довести до јавних нереда (као хришћанство, због некомпромисног одбацивања свих богова осим сопственог).
Број државних службеника у провинцијама растао је веома споро, па је одговорност богатих локалних моћника у провинцијским градовима била велика. На пример, у деловима у јужне Хиспаније и у јужној црноморској области, где се територија зависна од градова протезала неколико миља унаоколо, чланови градских сената нису били задужени само за прикупљање пореза, већ и за изградњу путева и организовање полицијске службе. И у својим градовима они су морали да прикупљају порезе; као група, морали су да надзиру приходе с муниципалног земљишта и приходе од изнајмљивања зграда и од поклона дарежљивих грађана; морали су да одобравају планове за финансирање градње неког објекта у граду или за организовање годишњих фестивала или сајмова итд. Магистрати и чланови градских сената обично су морали да издашно плате да би били изабрани, а и после су плаћали нове дарежљиве контрибуције, колико је већ било потребно и колико су то себи могли приуштити, како би увеличали своју заједницу. Кандидата је било довољно, углавном из следећа три разлога: похвала од стране заједнице, која је јавно исказивана; увећање личног утицаја (а самим тим и моћи); и коначно, нада у даље напредовање у каријери, уколико их примети управник провинције или чак сам цар. Нови су сенатори потицали управо из ове провинцијске елите.
Градови су се, преко својих елита, међусобно такмичили. И у појединим су градовима постојала надметања елитних породица. Као последица тога, расли су стандарди муниципалних »доброчинстава«, што је охрабривало становништво које је, окупљено у свечаним приликама у амфитеатру, захтевало од својих вођа све више издатака. Цареви, који су схватили да добробит градова зависи од таквих »доброчинстава«, све су више интервенисали како би обезбедили да богаташи у једној заједници редовно снабдевају своје суграђане поклонима. Повремено су, на пример, доношени закони који су чинили обавезујућима предизборна обећања или некадашње добровољне контрибуције везане за јавну службу. Као последица такве политике, у 2. веку први пут се срећу локални аристократи који не желе да обављају јавне службе у свом граду. Низ царских наредби да су такве особе дужне да обављају јавне функције протезаће се до далеко у будућност и садржаваће све строже одредбе.
Глас нижих слојева становништва у постојећим изворима ретко се чује, осим у акламацији. Док год су богати добровољно покривали највећи део локалних трошкова, сиромашни нису осећали право да захтевају учешће у градској управи. Сиромашни су по обичају свакодневне проблеме решавали апелацијом на неког утицајног човека у својој заједници.
Према томе, савременици су друштво описивали једноставно у терминима два »сталежа«, вишег и нижег, богатог и сиромашног, моћног и зависног. Виши су се слојеви састојали од око 600 римских сенатора, 25.000 витезова и 100.000 градских сенатора и чинили су, дакле, 2 одсто укупног становништва. Овај је слој, чији су припадници од половине 2. века названи »угледнима« (хонестиорес), био даље подељен на разне степене достојанства. Читав је, пак, сталеж имао право на посебно пажљив третман на суду. Остали су становници названи »понизнима« (хумилиорес) и могли су бити мучени кад је требало да сведоче на суду; кажњавани су батинама, а не новчаним казнама; за озбиљније су злочине били погубљивани (на веома окрутне начине), а не слати у прогонство. Ову сурову слику расподеле богатства у градовима донекле ублажава одређени степен друштвене покретљивости. Ниједна друштвена група не нуди толико прича о успеху као група ослобођеника. На самом дну друштвене лествице налазили су се многобројни робови, који су чинили можда једну десетину становништва, барем у већим градовима ван Италије, и много већи проценат у Италији, а у самом Риму целу четвртину становништва.

### Војска
Војска која је успоставила »римски мир« (пакс Романа) веома се мало увећала у односу на величину коју јој је одредио Август, упркос проширењу граница царства под Клаудијем, Флавијевцима и Трајаном. Под Трајаном је за кратко време достигла број од 31 легије, али је обично бројала 28 легија под Флавијевцима и Антонинима, све док се због кризе на границама царства под Аурелијем није повећала на 30 легија. Без повећања војничке плате, које би привукло више регрута, стварање неке веће војске није било могуће. То можда објашњава и зашто су Хадријан и, касније, Комод одустали од даљих освајања.
Војска није служила за одржавање неке војне диктатуре, него за одбрану граница. Међутим, због сталне смене тачака на које су непријатељи ударали легије су распоређене другачије него у доба Јулијеваца-Клаудијеваца. Под Антонином Пијем, подунавске су провинције (Панонија, Мезија, Дакија) имале десет легија, док их је на истоку (Мала Азија, Сирија, Палестина, Египат) било девет, при чему су обе ове области имале и своје флотиле; од осталих девет легија, три су се налазиле у Британији, а 4 у рајнској области. Тацит у Аналима каже да је на смени две ере број војника у помоћним трупама био отприлике једнак броју легионара, али број помоћних трупа ускоро се повећао: док је у свакој легији у пуној снази било нешто више од 5.000 војника, па их је стога половином 2. века било укупно око 150.000, дотле је у помоћним трупама било око 245.000 војника, наравно ако су трупе биле у пуној снази. Војска је укупно бројала између 375.000 и 450.000 војника.
Два разлога, војни и финансијски, објашњавају све већу употребу помоћних трупа. Распоређени у јединице од највише 500 војника, те су трупе биле покретљивије и биле су охрабриване да негују своје традиционалне локалне војне вештине. Поред тога, ти су се војници могли регрутовати за мању плату него легионари. Што се тиче регрутовања легионара, чак се и та већа плата показала све мање привлачном. Док су се легије у раном царству могле попунити углавном људима рођеним у Италији у јужној Галији, до друге половине 2. века већина људи се морала регрутовати у провинцијама, а после Трајана то су углавном били становници пограничних провинција. Младићи из унутрашњих делова царства, одрастајући у сукцесивним периодима сталног мира, нису више на војну службу гледали као на природни део свог живота, а привредна занимања постала су привлачнија у односу на награде које је могло донети неко војно место на границама царства. Тако су мир и просперитет допринели да војска постане све мање римска, све мање централистичка, и све више варварска.